# Toxabramis maensis
Toxabramis maensis är en fiskart som beskrevs av Nguyen och Duong 2006. Toxabramis maensis ingår i släktet Toxabramis och familjen karpfiskar. IUCN kategoriserar arten globalt som otillräckligt studerad. Inga underarter finns listade i Catalogue of Life.